# Diário Ilustrado
Diário Ilustrado (na grafia da época, Diario Illustrado) foi um jornal diário editado em Lisboa entre 1872 e 1911, fundado por Pedro Augusto Correia da Silva, jornalista e editor. Foi um órgão alinhado com o Partido Regenerador e, mais tarde, com o Partido Regenerador Liberal.
Entre todos os jornais políticos da época, sobressaiu como aquele que, no início do século XX, assume um rosto "moderno", com intensa e diversificada temática, com intitulação que abordava em grande destaque assuntos de índole científica, literária, filosófica, entrecruzados com curiosidades, incluindo extensas crónicas sobre quotidianos vividos, descrições detalhadas de soirées e jantares, e listas com nomes de personalidades ilustres na sua coluna "High Life". Foi o primeiro jornal diário no qual se introduziu uma secção desportiva, em Outubro de 1893 (pela mão de António Bandeira, um dos primeiros jornalistas desportivos portugueses).
Todas as suas edições incluem uma ou mais gravuras com retratos de personalidades, paisagens, monumentos, acontecimentos ou modas, na sua maioria da autoria de Pastor, ou Alberto, o que fazem do jornal uma importante fonte iconográfica da época.
A sua publicação é interrompida após a Revolução de 5 de Outubro de 1910; ressurge efemeramente entre Dezembro daquele ano e Janeiro de 1911 com o subtítulo "Jornal Monarchico", sob a propriedade de Mário Galrão e editado por João Paulo da Silva Veneno Freire.